# Lars Saabye Christensen
Lars Saabye Christensen (n. 21 septembrie, 1953, Oslo) este un scriitor norvegian.
A copilărit la Oslo, dar a locuit mulți ani de zile în localitatea Sortland in nordul Norvegiei, înainte de a se reîntoarce la Oslo unde locuiește în prezent (2009).
Fiind pe jumatate danez, are cetățenie daneză, ceea ce a făcut să fie scutit de serviciul militar în Norvegia.
La universitate a studiat literatura, norvegiana, istoria artei si istoria ideilor.
Debutul oficial a avut loc în 1976 cu culegerea de poezii "Historien om Gly" („Povestirea despre Gly”), pentru care a primit premiul pentru debutanți Tarjei Vesaas. Dar prima carte a sa a fost de fapt Grønt lys („Lumină verde”), o culegere de poezii trase la xerox.
Cu toate că scrie și dramaturgie, poezii, și scenarii de film, Christensen este în primul rând cunoscut ca scriitor de romane. Primul roman al său a fost  Amatøren („Amatorul”), care a apărut la un an după debutul literar oficial.
Succesul comercial l-a cunoscut însa în primul rând cu romanul Beatles (1984), pentru care a primit Premiul Cappelen.
În 2002 a câștigat Premiul pentru Literatură al Consiliului Nordic și Premiul Brage cu romanul Halvbroren („Fratele vitreg”). Acest roman a fost publicat în 22 de țări, fiind vândut în peste 200.000 de exemplare.
Christensen este și referent literar și a lucrat ani de zile ca redactor al antologiei Signaler („Semnale”), revista debutanților editurii Cappelen.
Este membru al Academiei norvegiene de limbă și literatură.
În anul 2006 a fost numit Comandor al Ordinului St. Olav.

## Opera
- Historien om Gly – poezii (1976)
- Amatøren – roman (1977)
- Kamelen i mitt hjerte (Cămila din inima mea) – poezii (1978)
- Jaktmarker (Terenuri de vânătoare) – roman (1979)
- Billettene (Biletele) – roman (1980)
- Jokeren (Jokerul) – roman (1981)
- Paraply (Umbrelă) – poezii (1982)
- Beatles – roman (1984)
- Blodets bånd (Legătură de sânge) – roman (1985)
- Åsteder (Locurile faptelor) – poezii (1986)
- Colombus ankomst (Sosirea lui Columb) – piesa de teatru (1986)
- Sneglene (Melcii) – roman (1987)
- Herman – roman (1988)
- Stempler (Parafe) – poezii (1989)
- Vesterålen – poezii (1989)
- Bly (Plumb) – roman (1990)
- Gutten som ville være en av gutta (Băiatul care a vrut să fie și el în gașcă) – roman (1992)
- Ingens – schite (1992)
- Den akustiske skyggen (Umbra acustică) – poezii (1993)
- Mekka – drama 1994)
- Jubel (Euforie) – roman (1995)
- Den andre siden av blått. Et bildedikt fra Loften og Vesterålen. (coautor) – poezii (1996)
- Den misunnelige frisøren (Frizerul invidios)– schite (1997)
- Noen som elsker hverandre (Unii care se iubesc între ei) – schite (1999)
- Pasninger (Pase) – poezii (1999)
- Falleferdig himmel (Cer dărăpănat) – poezii (1999)
- Kongen som ville ha mer enn en krone (Regele care nu s-a mulțumit numai cu o coroană) (coautor) – carte pentru copii (1999)
- Under en sort paraply (Sub o umbrelă neagră) – poezii (1999)
- Mann for sin katt – carte pentru copii (2000)
- Pinnsvinsol (Soare arici) – poezii (2000)
- Halvbroren – roman (2001)
- Maskeblomstfamilien – roman (2003)
- Sanger og steiner (Cântece și pietre) – poezii (2003)
- SATS – schite (2003)
- Oscar Wildes heis (Liftul lui Oscar Wilde) – schite (2004)
- Modellen (Manechinul) – roman (2005)
- Norske omveier - i blues og bilder (Ocoluri norvegiene- în blues și imagini) - poezii (2005)
- Saabyes cirkus (Circul lui Saabye) – roman (2006)
- Den arktistike drømmen (Visul arctistic) - bildebok (2007)
- Ordiord (Cuvânt în cuvânt) - (2007)
- Bisettelsen (Înmormântarea) - roman (2008)[9].

## Premii
- Tarjei Vesaas debutantpris 1976, cu Historien om Gly
- Cappelenprisen 1984
- Rivertonprisen 1987, cu Sneglene
- Kritikerprisen 1988, cu Herman
- Sarpsborgprisen 1988
- Bokhandlerprisen 1990, cu Bly
- Amandaprisen 1991
- Doblougprisen 1993
- Riksmålsforbundets litteraturpris 1997
- Sarpsborgprisen 1999
- Aamot-statuetten 2001
- Bokhandlerprisen 2001, cu Halvbroren
- Brageprisen 2001, cu Halvbroren
- Den norske leserprisen 2001, cu Halvbroren
- Nordisk Råds Litteraturpris 2002, cu Halvbroren
- Ordre des Arts et des Lettres 2008